# Wesham
Wesham è un paese di 3.245 abitanti del Lancashire, in Inghilterra. Il nome completo della parrocchia civile è Medlar-with-Wesham.